# Anipocregyes multifasciculatus
Anipocregyes multifasciculatus är en skalbaggsart som beskrevs av Stefan von Breuning 1939. Anipocregyes multifasciculatus ingår i släktet Anipocregyes och familjen långhorningar. Inga underarter finns listade i Catalogue of Life.